# Čovjek za sva vremena (1966.)
Čovjek za sva vremena (engl. A Man for All Seasons) američki je film iz 1966. koji je distribuirala tvrtka Columbia Pictures. Redatelj i producent je bio Fred Zinnemann, a glumci Paul Scofield,Wendy Hiller, Leo McKern, Orson Welles, Robert Shaw, Susannah York, John Hurt i Nigel Davenport. Film je osvojio šest Oscara, uključujući i za najbolji film i najboljeg glumca.

Film je osvojio i četiri Zlatna globusa.